# Prominox
 (août 2025).
Motif : Où sont les sources démontrant l'admissibilité?
- Archive Wikiwix
- Bing
- Cairn
- DuckDuckGo
- E. Universalis
- Gallica
- Google
- G. Books
- G. News
- G. Scholar
- Persée
- Qwant
- (zh) Baidu
- (ru) Yandex
- (wd) trouver des œuvres sur Wikidata

| 1. | Préciser le motif de la pose du bandeau. | Précisez le motif de la pose du bandeau en utilisant la syntaxe suivante : {{admissibilité à vérifier\|date=août 2025\|motif=remplacez ce texte par le motif}}                |
| 2. | Informer les utilisateurs concernés.     | Pensez à avertir le créateur de l'article, par exemple, en insérant le code ci-dessous sur sa page de discussion : {{subst:avertissement admissibilité à vérifier\|Prominox}} |

Prominox S.A (Promotion Marocaine d'Inox) est une société anonyme de droit marocain, ayant son siège à Casablanca. Elle emploie plus de 1185 employés dans la construction, fabrication et installation d’équipements, de tuyauterie et chaudronnerie en acier inoxydable et alliages spéciaux.

## Histoire
Prominox a été créée en 1978, ayant comme activité la petite chaudronnerie en acier inoxydable. En quelques années, cette petite chaudronnerie se transforme en une entreprise de taille en signant plusieurs partenariats avec des bureaux d'études de renommée à travers le monde. 
Pendant les années 1980, la société devient le leader africain de la chaudronnerie en aciers inoxydables. En 1992, elle reçoit le trophée du meilleur investissement décerné par la BMCI, à la suite de la signature d'importants contrats dans les domaines de la chimie, phosphates et pétrole. 
Aujourd'hui Prominox jouit d'une place très importante dans l'industrie à travers le monde, puisque ses marques et ses produits sont présents dans les 5 continents.

## Métiers
Le groupe est constitué autour de plusieurs domaines d'intervention :
- Agro-alimentaire
- Chimie
- Phosphates & fertilisants
- Pétrole et Gaz naturel
- Textile
- Nucléaire
- Energie solaire

Ainsi que quelques domaines à interventions ponctuelles tels que l'automobile, les chemins de fer, l'aéronautique et les barrages.

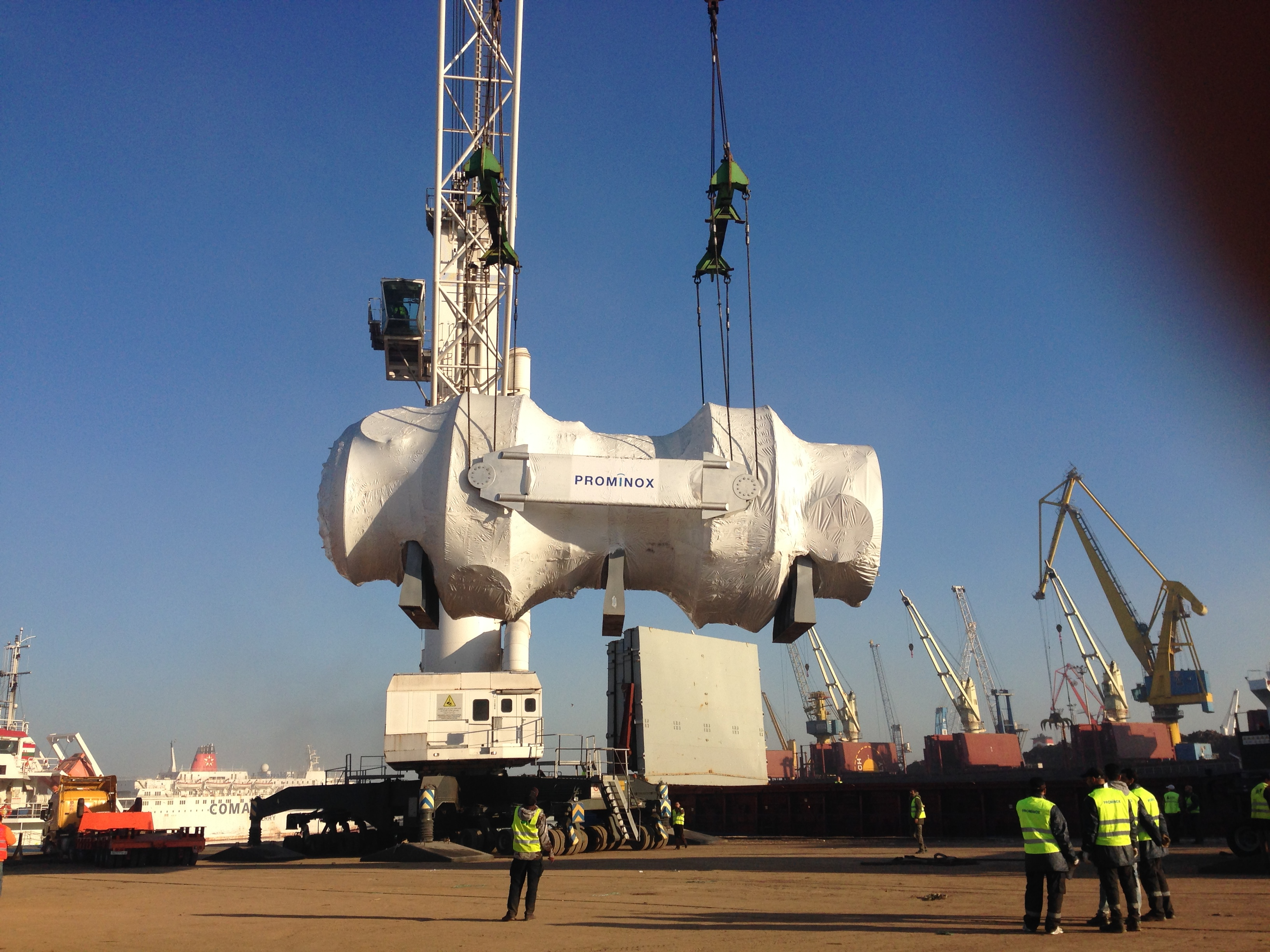
Échangeur GAZ-GAZ pour l'industrie chimique

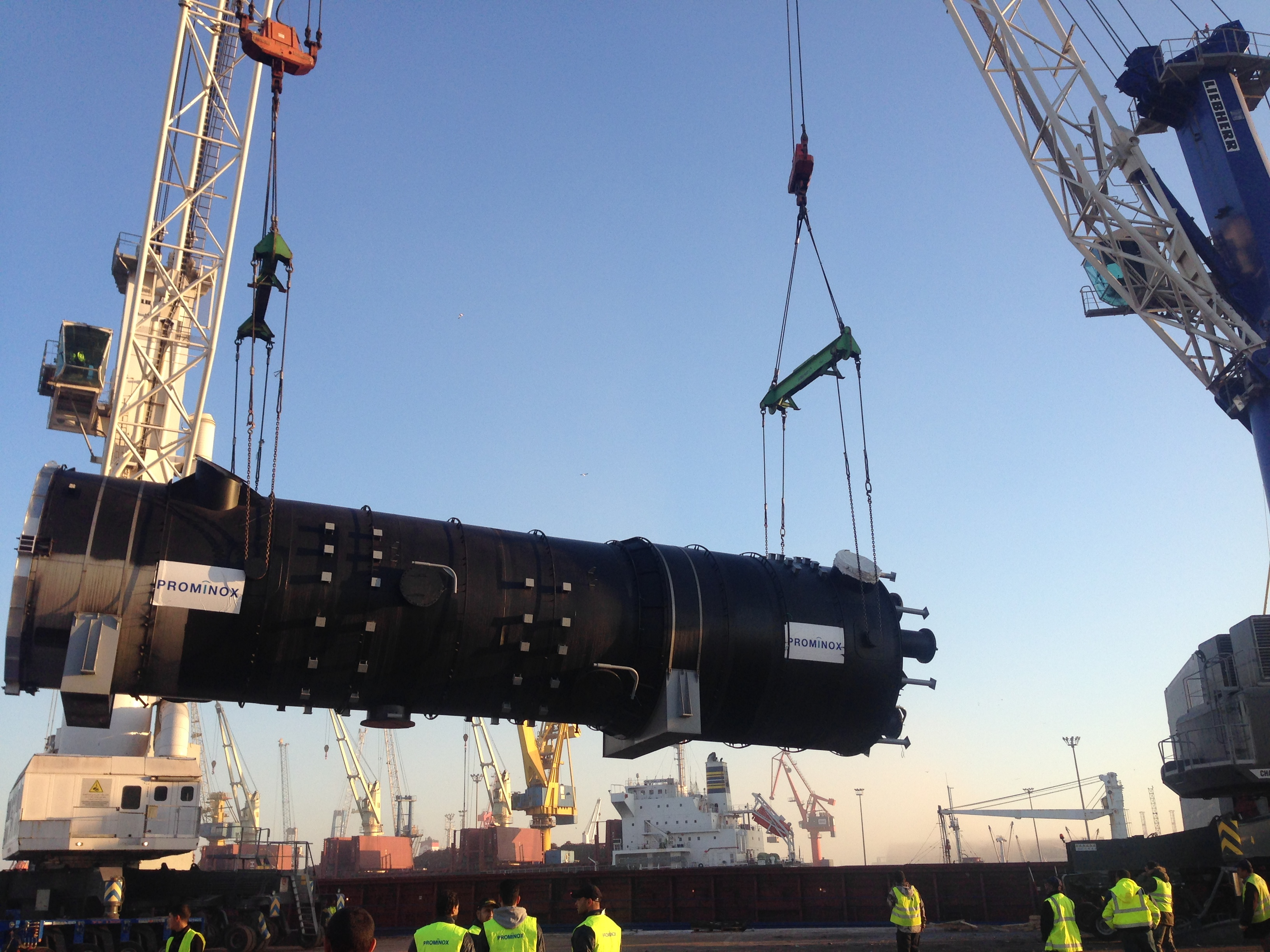
Export d'une tour HRS vers l'Europe